# Desulforudis audaxviator
Desulforudis audaxviator je grampozitivní bakterie z kmene Firmicutes žijící v extrémních podmínkách.

## Popis
Tuto bakterii velkou asi 4 mikrometry objevil roku 2008 americký biolog Dylan Chivian v dole na zlato Mponeng v Jihoafrické republice v hloubce 2,8 kilometrů pod povrchem Země. Jejím unikátním rysem je to, že žije v naprosté izolaci od jiných organismů, bez kontaktu s kyslíkem a se slunečním světlem. Představuje tak sama o sobě uzavřený ekosystém. Energii získává zejména z radioaktivního rozpadu uranu obsaženého v okolních horninách. Obsahuje také geny, které jí umožňují získávat z okolí uhlík a dusík, nezbytné pro syntézu proteinů. Svým způsobem života naznačuje, jak by mohly vypadat mikroorganismy ve vesmíru, pokud by existoval život i mimo naši planetu.

## Jméno
Latinské jméno bakterie je odvozeno z citátu novely Julese Verna Cesta do středu Země. Její hrdina, profesor Liddenbrock, objeví latinský nápis tohoto znění: Descende, audax viator, et terrestre centrum attinges ("Sestup, smělý cestovateli, a dosáhneš středu Země").